# Ribe (amt)
Pour la municipalité, voir Ribe.
L'amt de Ribe était un des amter du Danemark (département).

## Géographie
L'amt de Ribe est situé sur la côte ouest du Jutland.
Il est particulièrement ouvert sur la mer du Nord avec le port de Esbjerg qui, avec ses installations importantes, est le principal débouché direct du Danemark sur l'ouest. Esbjerg a succédé dans ce rôle à la ville de Ribe dont le chenal s'est peu à peu ensablé au fil des siècles.

## Liste des municipalités
L'amt de Ribe est composé des municipalités suivantes :
| - Billund - Blaabjerg - Blåvandshuk - Bramming - Brørup - Esbjerg - Fanø | - Grindsted - Helle - Holsted - Ribe - Varde - Vejen - Ølgod |